# Маттіас Кяйт
Маттіас Кяйт (ест. Mattias Käit; нар. 29 червня 1998, Таллінн, Естонія) — естонський футболіст, півзахисник збірної Естонії та футбольного клубу «Рапід» (Бухарест).

## Клубна кар'єра
Вихованець футбольного клубу «Левадія». У липні 2014 підписав трирічний контракт з футбольною академією англійського клубу «Фулгем». 1 березня 2017 року сторони продовжили контракт до літа 2019 року.
31 січня 2018 року, Маттіас на правах оренди до кінця сезону перейшов до шотланського клубу «Росс Каунті».
16 червня 2019 року Кяйт підписав трирічний контракт зі словенською командою «Домжале». 3 вересня 2021 року Маттіас залишив клуб.
16 вересня 2021 року естонець уклав однорічну угоду з норвезьким клубом «Буде-Глімт».
18 січня 2022 року Маттіас, підписав контракт на два з половиною роки з румунським клубом «Рапід» (Бухарест).

## Виступи за збірні
Грав у складі юнацьких збірних Естонії різних вікових груп з 2012 по 2015 роки.
З 2015 гравець молодіжної збірної Естонії (7 матчів, 3 голи).
У 2016 році дебютував в офіційних матчах у складі національної збірної Естонії. Наразі провів у формі головної команди країни 58 матчів, забив 9 голів.

### Голи в складі збірної
| № | Дата            | Арена                             | № гри | Суперник  | Голи | Результат | Турнір             |
| - | --------------- | --------------------------------- | ----- | --------- | ---- | --------- | ------------------ |
| 1 | 7 жовтня 2016   | А. Ле Кок Арена, Таллінн, Естонія | 2     | Гібралтар | 1–0  | 4–0       | Відбір ЧС 2018     |
| 2 | 7 жовтня 2016   | А. Ле Кок Арена, Таллінн, Естонія | 2     | Гібралтар | 3–0  | 4–0       | Відбір ЧС 2018     |
| 3 | 3 вересня 2017  | А. Ле Кок Арена, Таллінн, Естонія | 8     | Кіпр      | 1–0  | 1–0       | Відбір ЧС 2018     |
| 4 | 7 жовтня 2017   | Алгарве, Фару/Лоуле, Португалія   | 9     | Гібралтар | 2–0  | 6–0       | Відбір ЧС 2018     |
| 5 | 30 травня 2018  | Міський стадіон, Раквере, Естонія | 15    | Литва     | 2–0  | 2–0       | Кубок Балтики 2018 |
| 6 | 10 червня 2021  | А. Ле Кок Арена, Таллінн, Естонія | 34    | Латвія    | 1–0  | 2–1       | Кубок Балтики 2018 |
| 7 | 10 червня 2021  | А. Ле Кок Арена, Таллінн, Естонія | 34    | Латвія    | 2–0  | 2–1       | Кубок Балтики 2018 |
| 8 | 2 вересня 2021  | А. Ле Кок Арена, Таллінн, Естонія | 35    | Бельгія   | 1–0  | 2–5       | Відбір ЧС 2022     |
| 9 | 25 березня 2025 | Зімбру, Кишинів, Молдова          | 58    | Молдова   | 3–1  | 3–2       | Відбір ЧС 2026     |

## Досягнення
Буде-Глімт
- Чемпіон Норвегії: 2021